# Rameez Junaid
Rameez Junaid, né le 25 mai 1981, est un joueur de tennis professionnel australien d'origine pakistanaise.

## Carrière
Après trois ans d'études à l'université d'Auburn en Alabama, il passe professionnel en juin 2003. Il remporte le deuxième tournoi auquel il participe à Mississauga près de Toronto. Il s'impose en finale contre Frank Dancevic.
En simple, il a réalisé ses meilleures performances sur le sol australien. Il est notamment quart de finaliste à Burnie et demi-finaliste à Caloundra en 2005. En 2006, il parvient à se qualifier pour le tableau principal du tournoi ATP d'Adélaïde. Il est battu par Dominik Hrbatý. Il atteint dans la foulée le deuxième tour de qualification de l'Open d'Australie. En décembre 2007, il participe à sa première finale d'un tournoi Challenger à Burnie, il s'incline 6-0, 6-1 contre Alun Jones.
Il est également demi-finaliste à Bytom en 2008 et à Kyoto en 2010. En juin, il se qualifie pour la seconde fois à un tournoi ATP à Bois-le-Duc. Il est battu par Daniel Brands. Il arrête de jouer en simple en 2010.
Il compte deux victoires sur des joueurs du top 100 : Łukasz Kubot, 99e à Salzbourg en 2009 et Rajeev Ram, 92e à Bois-le-Duc en 2010.
Il a remporté 20 tournois Challenger en double depuis 2007.
En 2015, après une demi-finale à Montpellier et à Marseille, il remporte à Casablanca le premier tournoi de sa carrière avec le Canadien Adil Shamasdin. Ils battent la paire Rohan Bopanna - Florin Mergea sur le score de 3-6, 6-2, [10-7].

## Palmarès

### Titre en double messieurs
| No | Date       | Nom et lieu du tournoi          | Catégorie | Dotation  | Surface      | Partenaire     | Finalistes                  | Score            |          |
| -- | ---------- | ------------------------------- | --------- | --------- | ------------ | -------------- | --------------------------- | ---------------- | -------- |
| 1  | 06-04-2015 | Grand-Prix Hassan II Casablanca | ATP 250   | 439 405 € | Terre (ext.) | Adil Shamasdin | Rohan Bopanna Florin Mergea | 3-6, 6-2, [10-7] | Parcours |

### Finale en double messieurs
| No | Date       | Nom et lieu du tournoi             | Catégorie | Dotation  | Surface      | Vainqueurs                 | Partenaire      | Score    |          |
| -- | ---------- | ---------------------------------- | --------- | --------- | ------------ | -------------------------- | --------------- | -------- | -------- |
| 1  | 21-07-2014 | Crédit Agricole Suisse Open Gstaad | ATP 250   | 426 605 € | Terre (ext.) | Andre Begemann Robin Haase | Michal Mertiňák | 6-3, 6-4 | Parcours |

## Parcours dans les tournois duGrand Chelem

### En double
| Année | Open d'Australie             | Open d'Australie             | Internationaux de France     | Internationaux de France    | Wimbledon                    | Wimbledon                    | US Open                        | US Open                 |
| ----- | ---------------------------- | ---------------------------- | ---------------------------- | --------------------------- | ---------------------------- | ---------------------------- | ------------------------------ | ----------------------- |
| 2006  | 1er tour (1/32) L. Bourgeois | L. Dlouhý P. Vízner          | —                            | —                           | —                            | —                            | —                              | —                       |
| 2009  | —                            | —                            | —                            | —                           | 2e tour (1/16) P. Marx       | P. Amritraj A.-U.-H. Qureshi | —                              | —                       |
| 2010  | 2e tour (1/16) P. Luczak     | P. Marx I. Zelenay           | —                            | —                           | —                            | —                            | —                              | —                       |
| 2011  | 1er tour (1/32) T. Kamke     | M. Berrer F. Mayer           | —                            | —                           | —                            | —                            | —                              | —                       |
| 2013  | —                            | —                            | —                            | —                           | 1er tour (1/32) D. Brown     | A.-U.-H. Qureshi J.-J. Rojer | —                              | —                       |
| 2014  | 1er tour (1/32) A. Mannarino | R. Bopanna A.-U.-H. Qureshi  | 1er tour (1/32) D. Sharan    | R. Bopanna A.-U.-H. Qureshi | —                            | —                            | 1er tour (1/32) J. Huta Galung | J.-J. Rojer Horia Tecău |
| 2015  | 1er tour (1/32) A. Mannarino | Omar Jasika J.-P. Smith      | 1er tour (1/32) A. Shamasdin | J.-J. Rojer Horia Tecău     | 1er tour (1/32) A. Shamasdin | D. Inglot É. Roger-Vasselin  | 2e tour (1/16) S. Giraldo      | Jamie Murray John Peers |
| 2016  | 1er tour (1/32) M. Kukushkin | Simone Bolelli Fabio Fognini | —                            | —                           | —                            | —                            | —                              | —                       |

N.B. : le nom du partenaire se trouve sous le résultat ; le nom des ultimes adversaires se trouve à droite.

## Classement ATP en fin de saison
| Année          | 2000 | 2001 | 2002 | 2003 | 2004 | 2005 | 2006 | 2007 | 2008 | 2009 | 2010 | 2011 | 2012 | 2013 | 2014 | 2015 | 2016 | 2017 | 2018 |
| Rang en double | 1402 | 1445 | 1535 | 947  | 714  | 376  | 415  | 292  | 112  | 140  | 95   | 288  | 99   | 89   | 88   | 64   | 140  | 201  | 112  |

Source : (en) Classements de Rameez Junaid sur le site officiel de la Fédération internationale de tennis